# Muttergotteskirche im Augarten

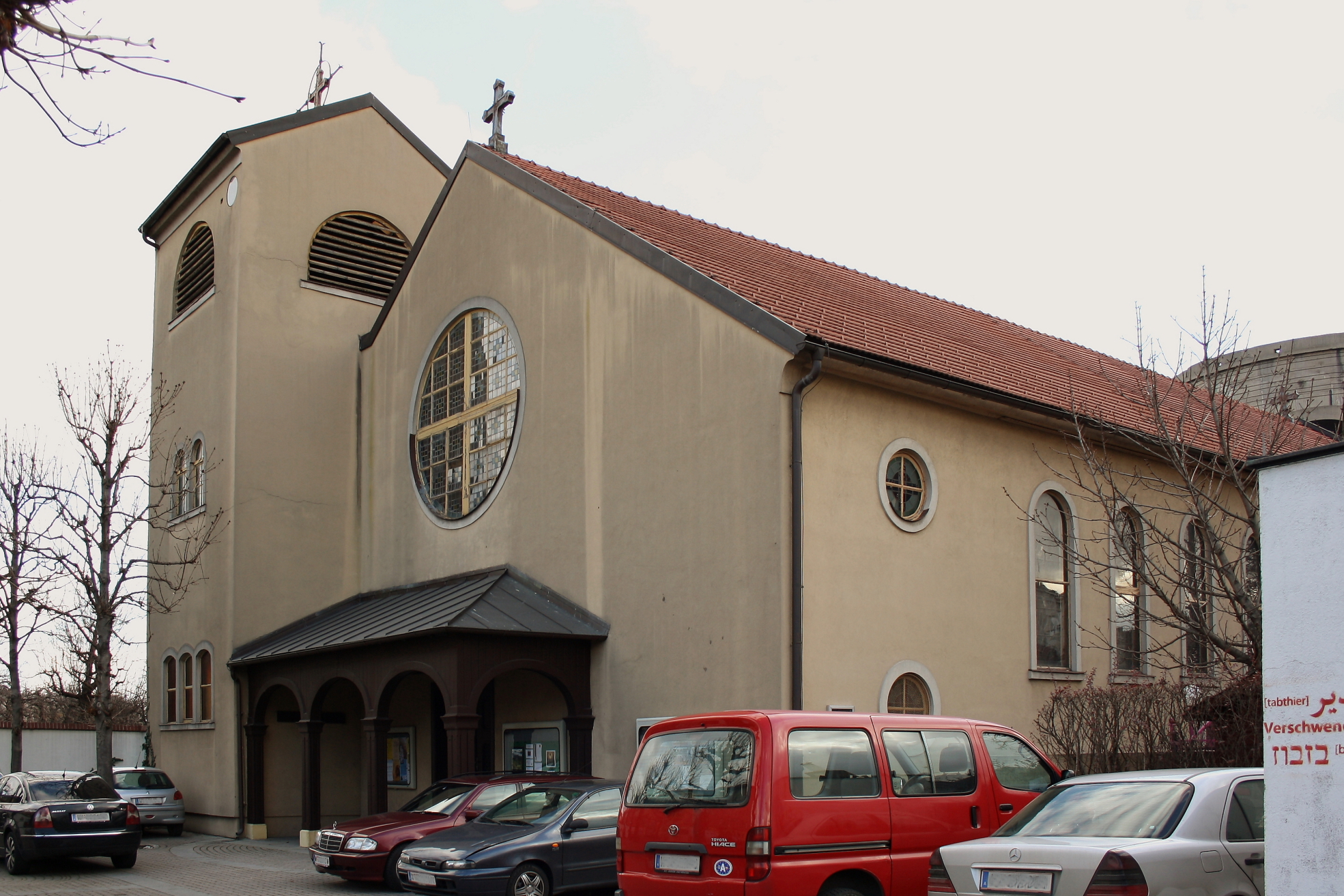
Die Muttergotteskirche im Augarten

Die Filialkirche Muttergottes im Augarten ist eine römisch-katholische Kirche im Randbereich des Augartens zur Wasnergasse am Gaußplatz 14 im Bezirk Leopoldstadt von Wien.

## Pfarre Muttergottes im Augarten
Da das Pfarrgebiet hauptsächlich im Bezirk Brigittenau liegt, gehört die Kirche zum Stadtdekanat 20.
Außerdem sind in der Kirche die griechisch-orthodoxen Gläubigen des Patriarchats von Antiochia mit ihren Gottesdiensten zu Gast.

## Baubeschreibung

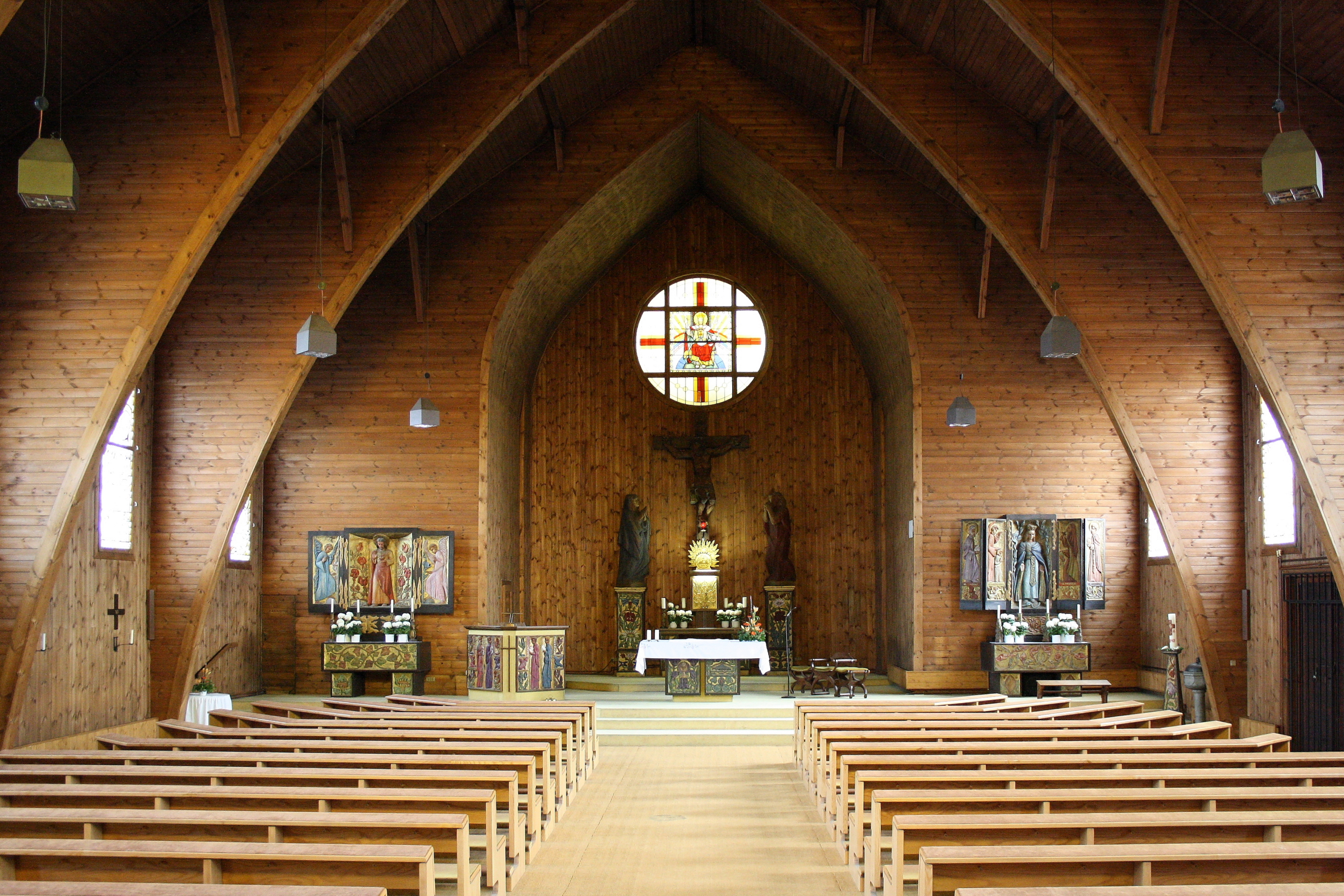
Innenansicht der Kirche

Der breitgelagerte Bau mit Giebeldach und Turm wurde im Jahre 1948 nach den Plänen des Architekten Walter Reisch erbaut und wurde 1948 geweiht und im Jahre 1950 zur Pfarrkirche erhoben. Das Kirchengebäude fällt durch seinen ländlichen Charakter mit ganzflächiger Holzverschalung des Saalraumes und einem hölzernen Vorbau auf. Die Glasfenster mit Szenen aus dem Leben Marien und das Chorwandfenster Gottvater sind von Lucia Jirgal. Über einer Holzmensa ist eine Retabelwand mit Evangelistenreliefs und eine Kreuzigungsgruppe von Gret Einberger aus 1950, wie auch der Retabelaltar mit Schnitzereien in der Kapelle, welche sich im Turmuntergeschoß befindet. Die Orgel baute Dreher und Reinisch (1950).
Am 1. September 2017 wurde die Pfarre aufgelöst und das Gebiet der Pfarre Zu allen Heiligen zugewiesen. Die Muttergotteskirche ist seither eine Filialkirche der Pfarre Zu allen Heiligen und die Kirche der Teilgemeinde Muttergottes im Augarten.